# Saint-Didier (Nièvre)
Saint-Didier ist eine französische Gemeinde mit 30 Einwohnern (Stand 1. Januar 2022) im Département Nièvre in der Region Bourgogne-Franche-Comté (vor 2016 Bourgogne). Sie gehört zum Arrondissement Clamecy und zum Kanton Clamecy.

## Geographie
Saint-Didier liegt etwa 60 Kilometer nordwestlich von Nevers. Die Yonne begrenzt die Gemeinde im Osten. Nachbargemeinden von Saint-Didier sind Tannay im Norden und Nordwesten, Flez-Cuzy im Norden und Osten, Dirol im Südosten sowie Lys im Süden und Westen.

## Bevölkerungsentwicklung
| Jahr                       | 1962 | 1968 | 1975 | 1982 | 1990 | 1999 | 2006 | 2011 | 2018 |
| -------------------------- | ---- | ---- | ---- | ---- | ---- | ---- | ---- | ---- | ---- |
| Einwohner                  | 74   | 58   | 43   | 43   | 33   | 38   | 34   | 32   | 28   |
| Quellen: Cassini und INSEE |      |      |      |      |      |      |      |      |      |

## Sehenswürdigkeiten
- Kirche Saint-Didier aus dem 11./12. Jahrhundert, Monument historique

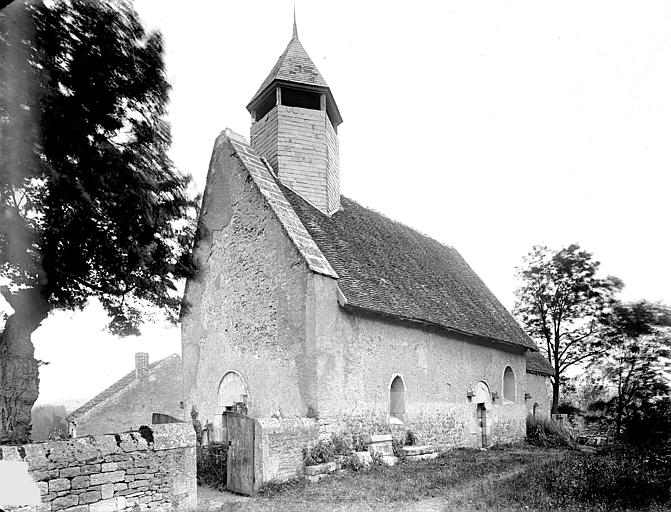
Kirche Saint-Didier